# Manuel de Arriaga
Manuel José de Arriaga Brum da Silveira (Horta, 8 giugno 1840 – Lisbona, 5 marzo 1917) è stato un politico portoghese.
Fu il primo Presidente della Prima Repubblica portoghese dal 24 agosto 1911 al 29 maggio 1915 succedendo al Presidente del governo provvisorio Teófilo Braga.